# Castelpizzuto
Castelpizzuto là một đô thị ở tỉnh Isernia trong vùng Molise, có cự ly khoảng 30 km về phía tây của Campobasso và khoảng 11 km về phía đông nam của Isernia. Tại thời điểm ngày 31 tháng 12 năm 2004, đô thị này có dân số 156 và diện tích là 15,2 km².
Castelpizzuto giáp các đô thị: Castelpetroso, Longano, Pettoranello del Molise, Roccamandolfi, Santa Maria del Molise.